# Herbert Voß
Herbert Voß (* 23. November 1949 in Borstel, heute ein Ortsteil von Neustadt am Rübenberge in Niedersachsen) ist ein deutscher Ingenieur und Fachbuchautor.

## Leben
Herbert Voß wurde in Borstel bei Hannover geboren. Im Alter von 4 Jahren kam er nach Wolfsburg, wo sein Vater im Volkswagenwerk arbeitete. Als 1956 das Volkswagenwerk Hannover eröffnet wurde, zog die Familie nach Hannover. Nach der mittleren Reife erlernte Voß den Beruf eines Starkstromelektrikers. Nach seiner Gesellenprüfung begann er in Hannover, Elektrotechnik zu studieren. Später wechselte er zur Technischen Fachhochschule Berlin, wo er 1973 das Studium als graduierter Ingenieur abschloss. Ein anschließendes Studium der Leistungselektronik an der Technischen Universität Berlin schloss er 1975 als Diplomingenieur ab. Voß arbeitete als Entwicklungsingenieur in der Automobilindustrie, Tätigkeitsschwerpunkt war die Theorie leistungselektronischer Schaltungen für elektrische Kfz-Antriebe. Mit einer Dissertation über Kommutierungsvorgänge bei Gleichstromstellern promovierte ihn die Technische Universität Berlin 1978 zum Dr.-Ing. Anschließend arbeitete er ein Jahr in der Entwicklung elektrischer Antriebssysteme für die Eisenbahn.
Danach war Voß als Gymnasiallehrer für Informatik, Mathematik und Physik am Canisius-Kolleg Berlin tätig. 1986 wurde er Studiendirektor. Seit 2003 ist er Lehrbeauftragter an der Freien Universität Berlin.
Seit den 1970er Jahren beschäftigt sich Voß mit elektronischer Rechentechnik. Nachdem er 1995 das erste Mal mit dem freien Textsatzsystem TeX in Kontakt gekommen war, führte er verschiedene Projekte im Zusammenhang mit Text und Grafik durch. So entwickelte er die Makrosammlung PSTricks weiter und veröffentlichte zahlreiche Bücher zum Einsatz von LaTeX. Voß war stellvertretender Vorsitzender der Deutschsprachigen Anwendervereinigung TeX (DANTE).
Seit 1995 ist Herbert Voß Mitglied der Gesetzlosen Gesellschaft zu Berlin, seit 2002 ihr 22. Zwingherr (Vorsitzender).

## Schriften (Auswahl)
- Chaos und Fraktale selbst programmieren. Von Mandelbrotmengen über Farbmanipulation zur perfekten Darstellung. Franzis Verlag, München 1994, ISBN 3-7723-7003-9.
- Kryptografie mit Java. Grundlagen und Einführung zur kryptografischen Programmierung mit Java. Franzis Verlag, Poing 2006, ISBN 3-7723-7108-6.
- Zusammen mit Michel Goossens, Frank Mittelbach, Sebastian Rahtz und Denis Roegel: The LaTeX Graphics Companion. 2. Aufl., 975 Seiten, 2022, 2. Auflage, Lehmanns Media, Heidelberg und Berlin, ISBN 978-3-96543-303-8.
- Mathematiksatz mit LaTeX. Lehmanns Media, 3. Aufl., Berlin 2018, ISBN 978-3-86541-976-7.
- LaTeX-Referenz. Lehmanns Media, 5. Aufl., Berlin 2025, ISBN 978-3-96543-568-1.
- Einführung in LuaTeX und LuaLaTeX. Lehmanns Media, Berlin 2013, ISBN 978-3-86541-530-1.
- PSTricks. Grafik mit PostScript für TeX und LaTeX. Lehmanns Media, 7. Aufl., Berlin 2016, ISBN 978-3-86541-858-6.
- Einführung in LaTeX – unter Berücksichtigung von pdfLaTeX, XeLaTeX und LuaLaTeX. Lehmanns Media, 4. Aufl., Berlin 2022, ISBN 978-3-96543-296-3.
- Die wissenschaftliche Arbeit mit LaTeX – unter Verwendung von LuaTeX, KOMA-Script und Biber/BibLaTeX. Lehmanns Media, 2. Aufl., Berlin 2021, ISBN 978-3-96543-217-8.